# Tarsem Singh
Tarsem Singh Dhandwar (Jalandhar, Índia, 26 de maio de 1961), mais conhecido apenas como Tarsem, é um cineasta nascido na Índia que atua no cinema dos Estados Unidos.

## Biografia

### Vida Pessoal
Tarsem nasceu em Jalandhar, Panjabe na Índia em uma família Sikh. Seu pai era um engenheiro aeronáutico. Ele frequentou a Bishop Cotton School em Shimla, a Hans Raj College em Nova Delhi, e se graduou na Art Center College of Design em Pasadena, Califórnia.

### Carreira
Tarsem começou sua carreira como diretor de vide-clipes musicais, incluindo "Hold On" de En Vogue, "Sweet Lullaby" do Deep Forest e o hit do R.E.M. "Losing My Religion", que mais tarde ganharia o prêmio de melhor video-clipe do ano no MTV Video Music Awards de 1991. Ele também dirigiu vários comerciais para marcas famosas, como Nike e Coca-Cola. Seu filme de estréia como diretor foi  A Cela em 2000, estrelando Jennifer Lopez.
Seu segundo filme foi The Fall (conhecido no Brasil como Dublê de Anjo), lançado em 2006 e que teve estréia no Toronto International Film Festival de 2006 e foi lançado para os cinemas americanos em 2008. Seu terceiro filme foi Imortais. Em 2012 ele dirigiu a adaptação da história dos irmãos Grimm, a Branca de Neve com o nome de Mirror Mirror. No ano de 2015 dirigiu o filme Self/less, estrelado por Ryan Reynolds, Ben Kingsley e Natalie Martinez.

## Filmografia
| Ano  | Título        | Nota                                 |
| ---- | ------------- | ------------------------------------ |
| 2000 | A Cela        | Estréia como diretor                 |
| 2006 | The Fall      | Como produtor e roteirista           |
| 2011 | Imortais      | Creditado como Tarsem Singh Dhandwar |
| 2012 | Mirror Mirror | Creditado como Tarsem Singh Dhandwar |
| 2015 | Self/less     |                                      |